# Abraxas wassuensis
Abraxas wassuensis är en fjärilsart som beskrevs av Eugen Wehrli 1939. Abraxas wassuensis ingår i släktet Abraxas och familjen mätare. Inga underarter finns listade i Catalogue of Life.